# Riflessologia (psicologia)
La riflessologia o reflessologia è il nome attribuito ad una parte della neurofisiologia nata in Russia, che si è occupata degli studi sui riflessi condizionati. Essenzialmente la riflessologia afferma che i processi mentali sono basati su riflessi, cioè legami che si formano a partire dai riflessi incondizionati che possediamo come patrimonio genetico sui quali si innestano stimoli (eccitazioni sensoriali) provenienti dall'ambiente esterno. 

## Storia
La riflessologia nacque e si sviluppò in Russia dal lavoro di Ivan Michajlovič Sečenov, Vladimir Michajlovič Bechterev e soprattutto di Ivan Pavlov, e quindi dalla scuola pavloviana.
La sua prima formulazione fu dovuta a Sečenov (1829-1905) che suppose che per spiegare i processi più complessi intervenisse l'attività di centri nervosi superiori localizzati nel cervello.
Gli studi di fisiologia dell'epoca si concentravano sull'arco riflesso per spiegare i processi semplici. Sia nei processi complessi che semplici il meccanismo di base era sempre lo stesso: stimolo - centro nervoso - reazione. Sečenov distinse un "riflesso spinale" per i meccanismi semplici e un "riflesso cerebrale" per quelli complessi. La psicologia ha il ruolo di studiare l'analisi dei contenuti dell'attività psichica. I contenuti vengono acquisiti durante lo sviluppo ontogenetico e quindi sono legati all'ambiente in cui l'individuo cresce. Ma il meccanismo di interazione con l'ambiente è basato sui riflessi, oggetto di ricerca della fisiologia.
La corrente riflessologica vera e propria parte con Bechterev (1857-1927), il cui intento era di fondare una psicologia oggettiva e sperimentale, priva di riferimenti spiritualistici e introspettivi. L'oggetto di indagine erano i riflessi. La sua concezione riflessologica è generale e unitaria di tutti i fenomeni fisiologici, psicologici e sociali. Nello studio dei riflessi (da lui denominati associativi) aveva privilegiato quelli motori a differenza di Pavlov (attività riflessa vegetativa).
La concezione sistematica più importante delle basi fisiologiche del comportamento fu elaborata da Ivan Pavlov (1849-1936). 
La successiva teoria pavloviana si estese ai comportamenti umani, in particolare allo studio dei riflessi condizionati verbali. Già Pavlov aveva distinto due sistemi di segnalazione: gli stimoli classici (comuni a uomini e animali) e quelli verbali (solo per gli uomini) usati per segnalare le variazioni dell'ambiente e regolare il comportamento.
Un altro tema della scuola pavloviana fu il condizionamento enterocettivo, basato sull'azione degli stimoli sulle mucose degli organi interni. Kostantin M. Bykov (1886-1959) espose sistematicamente questo concetto.